# Соколовское сельское поселение (Навлинский район)
Соколо́вское сельское поселение — упразднённое муниципальное образование в восточной части Навлинского района Брянской области. Административный центр — село Соколово.
Образовано в результате проведения муниципальной реформы в 2005 году, путём слияния дореформенных Соколовского и Гремяченского сельсоветов.
Законом Брянской области от 8 мая 2019 года были упразднены Соколовское и Щегловское сельское поселения, все включённые в Бяковское сельское поселение.

## Население
| 2010 | 2011  | 2012 | 2013 | 2014 | 2015 | 2016 |
| ---- | ----- | ---- | ---- | ---- | ---- | ---- |
| 1062 | ↘1058 | ↘995 | ↘951 | ↘879 | ↘853 | ↘841 |
| 2017 | 2018  | 2019 |      |      |      |      |
| ↘811 | ↘808  | ↘773 |      |      |      |      |

## Населённые пункты
| №  | Населённый пункт  | Тип     | Население |
| -- | ----------------- | ------- | --------- |
| 1  | Белгород          | посёлок | ↘30       |
| 2  | Гремячее          | село    | ↘239      |
| 3  | Клинское          | село    | ↘92       |
| 4  | Колпачок          | деревня | #Н/Д      |
| 5  | Красивое Подгорье | посёлок | ↘8        |
| 6  | Перекоп           | посёлок | ↘16       |
| 7  | Пластовое         | деревня | ↘166      |
| 8  | Приютово          | деревня | ↘39       |
| 9  | Соколово          | село    | ↘310      |
| 10 | Сычовка           | деревня | ↘51       |